# Harald Skjervold

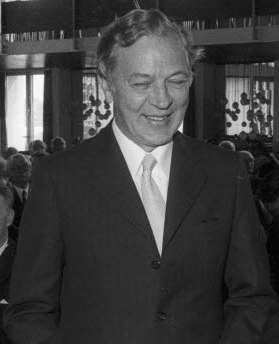
Harald Skjervold (1972)

Harald Skjervold (* 8. März 1917 in Inderøy, Nord-Trondelag, Norwegen; † 3. Mai 1995 in As, Akershus, Norwegen) war ein norwegischer Tierzuchtwissenschaftler.

## Leben
Er wurde 1917 auf einem Bauernhof nördlich von Trondheim (Norwegen) geboren und erzielte auf dem zweiten Bildungsweg die Hochschulreife. 1943–46 studierte er an der Landwirtschaftlichen Hochschule in Ås. Danach arbeitete er zwei Jahre als wissenschaftlicher Assistent am schwedischen Tierzuchtinstitut in Wiad (bei Gaston Bonnier) und weitere fünf Jahre als Tierzuchtberater in der Provinz Oppland (Mittelnorwegen). Durch ein Marshall-Stipendium war ein Studium an der University of Wisconsin in Madison möglich. 1954 wurde er Versuchsleiter am Tierzuchtinstitut der Norwegischen Landwirtschaftlichen Hochschule in As und legte 1959 die Promotion B vor. Es folgte ein Studienaufenthalt an der Iowa State University in Ames beim führenden Populationsgenetiker Jay Lush. 1965 wurde Skjervold Professor für Tierzucht und übernahm bis 1987 die Leitung des Instituts für Tierzucht und Haustiergenetik der Landwirtschaftlichen Hochschule in Vollebeck.
Skjervold veranlasste experimentelle Arbeiten auf den Gebieten der Tierzucht und Genetik bei Rindern, Schweinen und Schafen. Er nutzte die vielfältigen Daten aus den Zuchtverbänden und entwickelte unter Anwendung neuer Rechentechnik Zuchtpläne für die wichtigen Nutztierarten. Er initiierte ab 1968 Kurse mit internationalen Lehrern zur Erlangung des Grades Dr. Ph. und gab auch ausländischen Studenten die Möglichkeit zur Weiterbildung (z. B. H.-J. Langholz). Bereits 1957 wandte er die Ultraschall-Messtechnik zur Ermittlung der Rückenspeckdicke bei lebenden Schweinen als neues Selektionsinstrument an und nutzte später auch die Computertomographie zur Beurteilung des Fleisch-Fett-Verhältnisses in Tierkörpern. Ein wichtiger Beitrag war die Unterstützung der Ausdehnung der Künstlichen Besamung, die Entwicklung neuer Verfahren zur Zuchtwertschätzung und Einbindung in die norwegische Rinderzucht.
Später befasste er sich auch mit den Fischarten Lachs und Regenbogenforelle und förderte  dadurch einen neuen Wirtschaftszweig in Norwegen. Außerdem publizierte er nun zur Biotechnologie und Gentechnik sowie zur Sicherung der Welternährung. Insgesamt veröffentlichte er 79 Originalarbeiten in überregionalen Periodika und 57 wissenschaftliche Beiträge in Norwegen. Er war Mitherausgeber von 5 internationalen Fachzeitschriften.

## Hauptwerk
- Von der künstlichen Besamung zur Besamungszucht. Manuskript, 1925
- Die optimale Struktur der Besamungszucht, 1958
- Populationsgenetik II: Vorlesungen mit Übungen an der Universität für Landwirtschaft, 1959
- Masteigenschaften von Rindern, 1959
- Der optimale Einsatz der Nachkommenprüfstationen in der züchterischen Arbeit. Mit Hans-Jürgen Langholz. In: Animal Breeding and Genetics, Bd. 80, 1964, Heft 1–4, S. 197–207
- Schweinezucht und Schweineproduktion, 1965
- Die künstliche Besamung als bedeutendstes Hilfsmittel moderner Rinderzucht. Übertragen aus dem Norwegischen von Hans-Jürgen Langholz, 1966
- Haustierbuch, Oslo, 1966, 2. Aufl., 528 S.
- Tierzucht, Oslo : Landbuchverlag, 1973, 242 S.
- Tiere / Pflanzen. Mit Grethe Tuven und Rudolf Vie, Oslo : Landbuchverlag, 1977 und 1983
- Rinderzucht in Norwegen. Oslo, 1982
- Schätzung der Körperzusammensetzung bei lebenden Tieren, 1982
- Die Zuchtplanung beim Schwein in Norwegen
- Anwendung der Biotechnologie in der zukünftigen Zucht, 1983
- Gentechnik – Vererbung auf neue Art, 1986, 192 S.

## Auszeichnungen
- 1963	Auslandskorrespondent der Italienischen Gesellschaft zur Förderung der Tierzucht, Mailand, Italien
- 1965	Preis der Körber-Stiftung
- 1968	gewähltes Mitglied der Königlichen Akademie der Wissenschaften, Norwegen
- 1968	Gründungsprofessor für die neue Universität Tromsø (Nordnorwegen)
- 1972	Justus-von-Liebig-Preis der Alfred Toepfer Stiftung, überreicht vom Dekan der Landw. Fakultät der Christian-Albrecht-Univ. Kiel, Deutschland
- 1978	Ehrenpromotion zum Dr. agr. h. c. durch die Universität Göttingen, Deutschland
- 1978	„The Bronze Bull“ durch den schwedischen Tierzuchtverband
- 1978	Wahl zum Mitglied der Landwirtschaftlichen Abteilung der Finnischen Akademie der Wissenschaften
- 1978–1982 Präsident der Genetik-Kommission der Europäischen Vereinigung für Tierproduktion (EVT)
- 1979	Ritter 1. Klasse des St. Olav Ordens, Norwegen
- 1980	Wahl zum Mitglied der Landwirtschaftlichen Akademie der Wissenschaften, Schweden
- 1986	UOVO D’ORO („Goldenes Ei“), italienischer Award für herausragende wissenschaftliche Beiträge
- 1986	Hermann-von-Nathusius-Medaille in Gold der Deutschen Gesellschaft für Züchtungskunde, Deutschland[1]